# Love (film 1919)
Love è un cortometraggio del 1919, diretto da Roscoe Arbuckle.

## Trama
Fra i due pretendenti, Fatty e Al, alla mano di Winnie, suo padre non nasconde le sue preferenze Al, per un puro tornaconto economico, nonostante le resistenze della ragazza. Fatty viene estromesso, ed anche un tentativo di fuga con Winnie non va a buon fine.
Fatty allora escogita un piano: travestito, si fa assumere come cuoca nella casa di Winnie, e, il giorno del matrimonio di quest’ultima con Al, fa le prove della cerimonia davanti al pastore, per cui, quando Al si presenta per il matrimonio, Fatty si fa avanti, interrompe lo sposalizio potendo affermare a buon titolo che la ragazza è già sposata, con lui.